# 萊克本頓鎮區 (明尼蘇達州林肯縣)
萊克本頓鎮區（英語：Lake Benton Township）是位於美國明尼蘇達州林肯縣的一個行政鎮區。

## 地方資料
萊克本頓鎮區的面積為87.49平方千米，當中陸地面積為86.01平方千米，而水域面積為1.48平方千米。根據2020年美國人口普查的數據，當地共有人口205人，而人口密度為每平方千米2.34人。